# Color Graphics Adapter

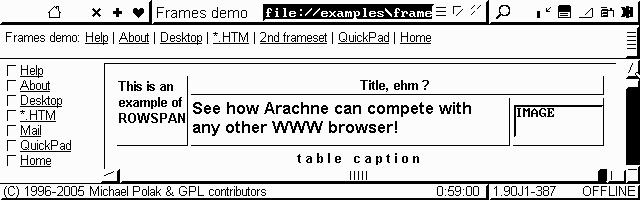
A 640×200 2 színű mód az alapértelmezett háttérszínnel – Arachne Webböngésző.

A Colour Graphics Adapter (röviden: CGA), az IBM által 1981-ben - a cégnél elsőként - bevezetett színes grafikus kártya, s egyben az első, színes megjelenítő szabvány a személyi számítógépek világában.

## Hardver tervezés
Az eredeti CGA grafikus kártyában 16 kilobájt grafikus memória volt, NTSC-képes monitorokat vagy RCA csatlakozóval televíziókat lehetett hozzá csatlakoztatni. Ez a rendszer több grafikus és szöveges üzemmódban is működött. A legnagyobb felbontása 640*200 képpont, és legfeljebb 4 bitnyi (16) szín megjelenítésére volt képes. Az RCA csatlakozó csak alapsávos videót biztosít, így a CGA kártya composite videó bemenet nélküli televízióhoz való csatlakoztatásához külön RF modulátorra van szükség.
Az IBM előállította az 5153 Personal Computer Color Display-t a CGA-vel való használatra, ám ez csak 1983 márciusától került forgalomba.
Bár az IBM saját színes kijelzője nem volt elérhető, az ügyfelek mégis használhatták a composite kimenetet (RF modulátorral, ha szükséges volt), vagy a közvetlen meghajtó kimenettel elérhető külső gyártású (third-party) monitorokkal, amelyek támogatták az RGBI formátumot és a beolvasási sebességet. Egyes külső gyártók kijelzőinél nem került megadásra az intenzitás, így a rendelkezésre álló színek száma nyolcra csökkent. Továbbá sokukból hiányzott az IBM egyedi áramköre is, amely a sötétsárga színt barna színűvé tette, így minden olyan szoftver, amely barna színt használt, helytelenül jelent meg.

## Kimeneti képességek
CGA több videó beállítást kínál.
Grafikus módok:
- 160 × 100 16 színben, 16 színű palettából választva, a 80×25 szöveges mód meghatározott konfigurációját felhasználva,

- 320 × 200 4 színben, 3 rögzített paletta közül választva, magas és alacsony intenzitású változatokkal, 1 szín egy 16 színű	palettából választva,
- 640 × 200 2 színben, egy fekete, és egy 16 színpalettából választott.

Egyes szoftverek nagyobb színmélységet értek el az artifact szín felhasználásával, amikor composite monitorhoz csatlakoztatják.
Szöveges módok:
- 40 × 25 8 × 8 pixeles betűkészlettel (effektív felbontás 320 × 200)
- 80 × 25 8 × 8 pixeles betűkészlettel (effektív felbontás 640 × 200)

Az IBM célja, hogy a CGA kompatibilis legyen egy otthoni televízióval. A 40 × 25 szöveges és 320 × 200 grafikus módok televízióval használhatók, a 80 × 25 szöveges és 640 × 200 grafikus módok pedig egy monitor számára készültek.

## Színválaszték
Különböző bitmélységek a CGA grafikai módban (alább), a CGA négy bitben dolgozza fel a színeit, azaz 24 = 16 különböző szín. A négy bitben az RGBI-hez hasonló a színmodellje: az első három határozza meg a vöröset, zöldet és kéket; a negyedik a "módosító" bit, ami növeli az összes színösszetevő fényerejét azon pixelen.
| Teljes CGA színpaletta | Teljes CGA színpaletta | Teljes CGA színpaletta | Teljes CGA színpaletta          |
| ---------------------- | ---------------------- | ---------------------- | ------------------------------- |
| 0                      | fekete #000000         | 8                      | szürke #555555                  |
| 1                      | kék #0000AA            | 9                      | világoskék #5555FF              |
| 2                      | zöld #00AA00           | 10                     | világoszöld #55FF55             |
| 3                      | cián #00AAAA           | 11                     | világos cián #55FFFF            |
| 4                      | vörös #AA0000          | 12                     | világos vörös #FF5555           |
| 5                      | magenta #AA00AA        | 13                     | világos magenta #FF55FF         |
| 6                      | barna #AA5500          | 14                     | sárga #FFFF55                   |
| 7                      | világos szürke #AAAAAA | 15                     | fehér (erős intenzitás) #FFFFFF |

### RGBI monitorral
Ez a négy bit módosítatlanul megy a DE-9 csatlakozóba a kártya hátulján, ráhagyva minden színfeldolgozást az RGBI monitorra, ami hozzá van kapcsolva. Az alábbi RGBI színmodell, amit a monitor használ megközelítőleg, hogy feldolgozza a négy-bites színszámot analóg áramerősséggé 0.0-tól 1.0-ig:
```
red
   := 2/3×(
colorNumber
 & 4)/4 + 1/3×(
colorNumber
 & 8)/8

green
 := 2/3×(
colorNumber
 & 2)/2 + 1/3×(
colorNumber
 & 8)/8

blue
  := 2/3×(
colorNumber
 & 1)/1 + 1/3×(
colorNumber
 & 8)/8
```

| Sötétsárga | Sötétsárga |
| ---------- | ---------- |
| 6          | #AAAA00    |

A 6-os szín másképp került kiszámításra; ha az előző formulát használnánk, a 6-os szín Sötétsárga lenne, ahogy látható balra, de a jobb barna tónusért speciális számítást végez a legtöbb RGBI monitor, mint az IBM 5153. Kivételt tesz a 6-os színnél és sötétsárgából barnát csinál az analóg zöld áramerősségével, ilyesféleképpen:
```
if
 
colorNumber
 = 6 
then
 
green
 := 
green
 / 2
```

Ez az "RGBI változtatott barnával" színpaletta, ahogy az a jobb oldali táblázaton is látszik, amely kompatibilis minden későbbi PC szabvánnyal mint a EGA és a VGA.